# Bodyguards and Assassins
Pour plus de détails, voir Fiche technique et Distribution.
Bodyguards and Assassins (chinois : 十月圍城 pinyin : shi yue wei cheng), est un film hongkongais réalisé par Teddy Chan, sorti en 2009.

## Synopsis
En 1905, Sun Yat-sen arrive à Hong Kong pour discuter ses plans révolutionnaires avec les autres membres de la Tongmenghui. L'impératrice douairière Cixi envoie des tueurs à gages dirigés par Yan Xiaoguo, pour tuer Sun Yat-sen.
Li Yutang, un homme d'affaires, soutient les révolutionnaires. Après la fermeture du China Daily par les autorités britanniques, qui n'interfèrent pas dans la situation politique en Chine, Li Yutang rassemble un groupe d'hommes pour servir de gardes du corps de Sun Yat-sen. Chongguang, le fils de Li, est choisi comme appât : il doit se déguiser en Sun Yat-sen pour distraire les assassins, de manière que Sun puisse faire la conférence et puis quitter Hong Kong.
Ça sera un bain de sang, mais en réalité, ce sera le début qui va bouleverser l'Empire.

## Distribution
- Nicholas Tse : Deng Sidi - Si (鄧四弟 / 阿四)
- Leon Lai : Liu Yubai (劉郁白)
- Wang Xueqi : Li Yutang (李玉堂)
- Donnie Yen (VF : Alexis Victor) : Sum Chung-yang
- Tony Leung Ka-fai : Chen Shaobai (陳少白), éditeur en chef du China Daily
- Hu Jun : Yan Xiaoguo (閻孝國), chef des assassins, ex-étudiant de Chen Shaobai
- Eric Tsang : Smith (史密夫), chef de la police
- Simon Yam : Fang Tian (方天)
- Li Yuchun : Fang Hong (方紅), la jeune fille de Fang Tian
- Mengke Bateer : Wang Fuming (王復明), le géant
- Fan Bingbing : Yueru (月茹), la quatrième femme de Li Yutang
- Zhou Yun
- Wang Po-chieh
- Cung Le : Sa Zhenshan (薩鎮山), assassin tué par Shen Chongyang
- Xing Yu : Hei Man (黑滿), assassin
- Che Jianhui : Hou Lie (侯烈), assassin
- To Yu-hang : Nie Zhongqing (聶忠清), assassin
- Philip Ng : Bai Que (白缺), assassin
- Liu Guangning : (慈禧太后)
- Zhang Jianya : Boss Feng (馮老闆)
- Fang Ge : l'eunuque
- Ou Ning : Huang Shizhong (黃世仲)
- Xu Shouqin : Tan Jiu (譚九)
- Wang Yachao : Bao Shi (包十)
- Mak Wing-lun : joueur d'hazard
- Wei Yibo : Rong Kai (容開)
- Chang Huo : policier
- Huang Jianye : policier
- Huang Weiliang : policier
- Philip Vasels : supérieur de Smith

## Récompenses
- 29e Hong Kong Film Awards
  - Meilleur film
  - Meilleur metteur en scène (Teddy Chan)
  - Meilleur second rôle masculin (Nicholas Tse)

- 4e cérémonie des Asian Film Awards
  - Meilleur acteur (Wang Xueqi)
  - Meilleur second rôle masculin (Nicholas Tse)

- 47e Golden Horse Awards
  - Meilleurs costumes et maquillages (Dora Ng Li-lo)